# 雙鰭喉褶䲗
雙鰭喉褶䲗 （学名：Eleutherochir opercularis），又名老鼠、狗圻
分布於印度西太平洋區，包括斯里蘭卡、印度東海岸、安達曼群島及尼古巴群島到馬來西亞西部與印尼，東至菲律賓、台灣與琉球群島。台灣分布於南部及西南部。